# Episodi di Life as We Know It
| nº | Titolo originale                     | Titolo italiano              | Prima TV USA     | Prima TV Italia  |
| -- | ------------------------------------ | ---------------------------- | ---------------- | ---------------- |
| 1  | Pilot                                | Episodio pilota              | 7 ottobre 2004   | 29 dicembre 2005 |
| 2  | Pilot Junior                         | Una festa da sballo          | 14 ottobre 2004  | 5 gennaio 2006   |
| 3  | The Best Laid Plans                  | Voltare pagina               | 21 ottobre 2004  | 12 gennaio 2006  |
| 4  | Partly Cloudy, Chance of Sex         | Sesso: variabile             | 28 ottobre 2004  | 19 gennaio 2006  |
| 5  | Secrets and Lies                     | Segreti e bugie              | 4 novembre 2004  | 26 gennaio 2006  |
| 6  | Natural Disasters                    | Indovina chi viene al ballo? | 11 novembre 2004 | 2 febbraio 2006  |
| 7  | With a Kiss, I Die                   | La scena del bacio           | 18 novembre 2004 | 9 febbraio 2006  |
| 8  | Family Hard-ships                    | Turbolenza in famiglia       | 25 novembre 2004 | 16 febbraio 2006 |
| 9  | A Little Problem                     | Un piccolo problema          | 2 dicembre 2004  | 23 febbraio 2006 |
| 10 | Breaking Away                        | Le cose cambiano             | 9 dicembre 2004  | 2 marzo 2006     |
| 11 | You Must be Trippin                  | Una bugia tira l'altra       | 16 dicembre 2004 | 9 marzo 2006     |
| 12 | Friends Don't Let Friends Drive Junk | Acchiappa la talpa           | 13 gennaio 2005  | 16 marzo 2006    |
| 13 | Papa Wheelie                         | Caro papà                    | 20 gennaio 2005  | 23 marzo 2006    |

## Episodio Pilota
- Titolo originale: Pilot

### Trama
Dino, Ben e Jonathan sono 3 amici che stanno affrontando il "problema" più comune tipico della loro età: il sesso. Dino ha già una sorta di storiella con Jackie e sa perfettamente che con lei non è solo sesso perché con lei sta benissimo; Ben è attratto dalla signorina Young, la sua prof, mentre Jonathan ha un'attrazione per l'amica Deborah ma non sa se quello che vuole è realmente stare con lei.
Ben presto si capirà che i 3 amici, nonostante si affrontino spesso in sfide sessuali, sono in realtà persone che danno più peso ai loro sentimenti che al solo sesso. Dino soffrirà molto perché avrà una brutta lite con Jackie; Ben riesce ad avvicinarsi alla signorina Young e capisce che tra loro c'è attrazione; Jonathan riceve l'ultimatum da Debora e accetta di essere il suo ragazzo. L'unica quindi ad essere single è Sue, amica di Deborah e Jackie. Dino scopre che la madre tradisce suo padre con il coach Scott, suo coach di hockey, e non andrà all'appuntamento riparatore con Jackie e scoppia in lacrime perché non sa come dirlo a suo padre.

## Una festa da sballo
- Titolo originale: Pilot Junior

### Trama
Dino è molto arrabbiato con sua madre per quello che è accaduto e viene a sapere che è successo più di una volta; intanto chiarisce con Jackie e organizza una serata solo per loro due ma Ben e Jonathan lo costringono ad organizzare una festa e quando Jackie lo viene a sapere ne organizza una a casa sua. Jonathan prosegue la sua storia con Deborah e pensa di avere un tumore al pene, ma è solamente una vena ingrossata; Ben è sempre attratto dalla signorina Young, attrazione corrisposta.
Dino fa di tutto per far riappacificare i suoi ma senza risultato; il divorzio tra i due sembra oramai prossimo; va poi alla festa di Jackie dove litiga con un ragazzo che la stava baciando e finalmente, dopo essere scoppiato in lacrime, rivela la causa del suo malessere a Ben e Jonathan.

## Voltare pagina
- Titolo originale: The Best Laid Plans

### Trama
Dino e Jackie si evitano totalmente, ma sarà il ragazzo a tentare un riavvicinamento proponendole di venirla a vedere alla partita di calcio; prima della partita Dino conosce Zoe che oltre a offrirle una birra gli farà perdere la partita di Jackie. La ragazza, dopo un piccolo bacio, scopre che ha bevuto e si arrabbia; la sera Dino va da Jackie per chiarirsi e spiegarle che i suoi strani comportamenti sono la conseguenza dell'aver visto sua madre col coach ma lei decide di mollarlo definitivamente. Intanto proseguono le relazioni tra Ben e la signorina Young e tra Jonathan e Deborah senza la mancanza di qualche alto e basso: Ben non riesce a trovare un posto per fare sesso con la sua insegnante e sta realizzando quando sia dura avere una relazione con un'insegnante mentre Jonathan scopre che Deborah non è più vergine e ci rimane male. Intanto tra i genitori di Dino è sempre più crisi: Annie si confessa con Mya (madre di Deborah) e tronca definitivamente con il coach mentre Micheal capisce che il suo lavoro ha portato via troppo tempo alla sua vita e quindi si licenzia; i due passano un week end insieme ma capiscono che non c'è più passione.